# Instrument landing system
Instrument landing system (ILS или система за инструментален заход) е най-точният начин за радио навигация при приземяване при полет по уреди. Тя работи като изпраща радиовълни от края на пистата, които се прихващат от самолета и се използват от него за навигация при кацане.

## Елементи на системата
Системата се състои от два основни елемента:
- локалайзер (курсови маяк) – предоставя информация за положението на въздухоплавателното средство по отношение на осевата линия на полосата

- глисада – предоставя информация за положениета на въздухоплавателното средство (ВС) по отношение на нормалния ъгъл на приземяване (обикновено 3°). При следване на глисадата, ВС стъпва на земята в началото на пистата.

Обикновено информацията от глисадата и локалайзера се отчита на индикатора за хоризонтално положение (HSI). Отрязаната среда на жълтата стрелка показва положението на ВС по отношение на локалайзера. Когато стрелката „е сглобена“ осевата линия на полосата е точно пред ВС. Двата жълти триъгълника отстрани показват положението спрямо глисадата и при подход за кацане трябва да показват двете дълги линии от разграфяването.
Тъй като сигналите на глисадата и локалайзера са много чувствителни на смущения, техните показания се потвърждават и чрез други навигационни средства като най-често локалайзерът се комбинира с VOR, а глисадата с NDB или DME.
Локалайзерът може да бъде засечен на разстояние 15-20NM по нормите (на практика обаче се засича до 50NM), а глисадата – на малко по-малко разстояние. DME използвано за комбинация с ILS е с по-слаба мощност от нормалното и може да бъде засечено до 50NM.
Предимствата на ILS са:
- Голяма точност при подхода за кацане
- Възможност за кацане при много лоша видимост. Възможност за автоматично кацане.

Недостатъци на ILS:
- Податливи на смущения сигнали
- При определени условия се създават отразени сигнали, които объркват уредите на ВС. Все пак тези сигнали могат лесно да бъдат разпознати от пилотите по неадекватните стойности (примерно глисада с ъгъл на снишаване 15°)

## Локалайзер
Локалайзерът представлява редица антени, разположени в края на полосата и излъчващи сигнал в диапазона 108-112MHz. От дясната страна на пистата сигналът е модулиран с честота 150Hz, а от лявата – с 90Hz.
Има и допълнителна модулация на 1020Hz, която предава морзов код с идентификацията на станцията съответстваща на 2 или 3 букви от азбуката с честота най-малко 6 пъти в минута.
Сигналът покрива около 35° в хоризонтален план и 7° във вертикален. Зоната, където сигналите с модулация 90HZ и 150Hz се припокриват е най-много ±5° около осевата линия на полосата.
Системата е чувствителна на отражение и дифракция. За да се намали максимално ефектът от тези явления по-голямата част от ILS са двучестотни. Една честота се използва за покриване на оста на пистата (наречена директив), а друга – за останалото от хоризонталния план (наречена клирънс). Приемникът на ВС взима предвид по-силния сигнал.

## Глисада
Глисадата е съставена от няколко антени разположени на 120 метра отстрани на пистата, близо до прага ѝ, които излъчват на честоти между 328,65MHz и 335,40MHz. Също както при локалайзера, сигналът е модулиран от две ниски честоти – 90Hz и 150Hz съответно под и над наклона за заход. Разликата в съотношението между двата сигнала позволява да се определи положението на ВС.
Покритието на сигнала на глисадата е около 16° в хоризонтален план и 7° във вертикален.

## Маркери
Маркерите са радио предаватели с вертикален сигнал (NDB или Non-Directional Beacon), излъващи на честота 75MHz. Поставени са по траекторията на ВС преди кацане.

### Външен маркер
Външният маркер е разположен между 6,5 и 11,1 км от прага на пистата. Сигналът му е модулиран с честота 400Hz. Предавателят излъчва морзов код две тирета в секунда. При преминаване над него се задейства син индикатор в пилотската кабина на ВС.

### Среден маркер
Средният маркер е разположен на около 1 км от прага на пистата. Сигналът му е модулиран с честота 1300Hz. Предавателят излъчва морзов код два пъти тире и точка (тире-точка за една секунда). При преминаване над него се задейства оранжев индикатор в пилотската кабина на ВС.

### Вътрешен маркер
Вътрешният маркер е разположен на около 100 м от прага на пистата. Сигналът му е модулиран с честота 3000Hz. Предавателят излъчва морзов код шест точки в секунда. При преминаване над него се задейства бял индикатор в пилотската кабина на ВС.
Тенденцията е при все повече ILS инсталации NDB маркерите да се заменят с DME. Предимствата са, че на пилотите се предоставя по-точна информация за положението на ВС и не се налага разполагането на антени извън границите на летището. DME дава информация за разстоянието между прага на пистата и ВС по права линия.

## ILS категории
Съществуват пет категории ILS.
Веднъж след като е започнал подходът автопилотът започва снижение, следвайки ILS докато не достигне височината за взимане на решение (Decision Hight или DH) за съответната категория ILS. На това място пилотът трябва да вижда пистата или светлините, за да продължи кацането. В противен случай се изпълнява процедура по прекратяване на захода.
| Категория | Минимална височина на взимане на решение (DH) | Минимална видимост на пистата (RVR) |
| CAT I     | 200 ft                                        | 550 m                               |
| CAT II    | 100 ft                                        | 350 m                               |
| CAT IIIa  | 100 ft                                        | 200 m                               |
| CAT IIIb  | 50 ft                                         | 75 m                                |
| CAT IIIc  | 0 ft                                          | 0 m                                 |

ILS CAT IIIc е способна да приземи самолета на автопилот и да го води по пистата.

## История
Първите тестове на ILS започват през 1929 г. Първият редовен пътнически самолет използвал само ILS за приземяване е Боинг-247-D, изпълнявал полет от Вашингтон до Питсбърг в снежна буря на 26 януари 1938 г.